# Journal of Applied Econometrics
Das Journal of Applied Econometrics (JAE) ist eine wissenschaftliche Fachzeitschrift zu volkswirtschaftlichen Themen. Es publiziert vorwiegend Arbeiten angewandter Ökonometrie und wird durch den US-amerikanischen Verlag Wiley-Blackwell 7 Mal im Jahr publiziert.

## Replikationen
Bereits seit 1994 hält das Journal ein Datenarchiv bei der volkswirtschaftlichen Fakultät der Queen’s University vor, bei dem Autoren ihre Daten für eine eventuelle Replikation hinterlegen müssen. Seit Ende 2022 wird das Datenarchiv von der ZBW – Leibniz-Informationszentrum Wirtschaft vorgehalten.
Neun Jahre später ging das Journal den nächsten Schritt und führte 2003 unter der Führung von M. Hashem Pesaran eine eigene Replikationssektion ein, welche zu Beginn Replikationen ökonometrischer Papiere aus dem Journal of Applied Econometrics beherbergen sollte. Badi H. Baltagi wurde als Redakteur für diese Sektion berufen. Später wurde die Gruppe der Journale, dessen Artikel für eine Replikation in Frage kommen, ausgeweitet. Dazu gehören nun die wichtigsten volkswirtschaftlichen und ökonometrischen Fachzeitschriften: Econometrica, American Economic Review, Journal of Political Economy, Quarterly Journal of Economics, Review of Economics and Statistics, Review of Economic Studies, Journal of Econometrics, Journal of Business and Economic Statistics und das Economic Journal.

## Redaktion
Das Journal wird von der Ökonomin Barbara Rossi geleitet. Ihr zur Seite stehen die sechs Ko-Redakteure Fabio Canova, Thierry Magnac, Andrew Patton, Herman K. van Dijk, Edward J. Vytlacil und Jonathan H. Wright, der Assistenz-Redakteur Marcelle Chauvet sowie eine Reihe von assoziierten Redakteuren. Darüber hinaus gibt es mit Badi H. Baltagi einen eigenen Redakteur für Replikationen und neun beratende Redakteure, denen unter anderem die beiden Nobelpreisträger von 2000, James Heckman und Daniel McFadden, angehören.

## Rezeption
Eine Studie der französischen Ökonomen Pierre-Phillippe Combes und Laurent Linnemer listet das Journal mit Rang 36 von 600 wirtschaftswissenschaftlichen Zeitschriften in die drittbeste Kategorie A ein.

## Preise
Im Dezember 1991 führte das Journal den Richard-Stone-Preis für angewandte Ökonometrie ein. Dieser wird alle zwei Jahre für eine hervorragende Publikation in den zwei vorangegangenen Jahren im Journal of Applied Econometrics und ist mit 2000 US$ dotiert. Die Preisträger werden vom Redaktionsrat bestimmt.
Im Jahr 1999 begann das Journal of Applied Econometrics damit, ausgezeichnete Autoren (distinguished authors) zu benennen. Mit der Ernennung sollen diejenigen Ökonomen geehrt werden, welche bedeutende Beiträge für das Journal erbracht haben. Ein Autor wird automatisch zu einem ausgezeichneten Autor, wenn er 36 Punkte durch Publikationen im Journal erhält. Die Punktzahl pro Publikation ist nach Anzahl der Ko-Autoren gestaffelt: Eine Solopublikation erbringt 12 Punkte, eine Publikation mit zwei Autoren 8 Punkte, eine mit 3 Autoren 6 Punkte und eine Publikation mit vier oder mehr Autoren vier Punkte.
Seit 2002 vergibt das Journal darüber hinaus den Dissertationspreis für angewandte Ökonometrie, welcher mit 2500 US$ dotiert ist. Die Preisträger werden vom Redaktionsrat bestimmt.